# Johan Laidoner
 (février 2023).
Si vous disposez d'ouvrages ou d'articles de référence ou si vous connaissez des sites web de qualité traitant du thème abordé ici, merci de compléter l'article en donnant les références utiles à sa vérifiabilité et en les liant à la section « Notes et références ».
Johan Laidoner, né le 31 janvier 1884 (12 février dans le calendrier grégorien) près de Wieratz (aujourd'hui Viiratsi), mort le 13 mars 1953 à Vladimir en Russie soviétique, est un militaire estonien qui a joué un rôle central dans l'histoire de l'Estonie entre les deux guerres mondiales. Il a été commandant en chef de l'armée estonienne en 1918-1920, 1924-1925 et 1934-1940.

## Militaire de carrière dans l'armée russe
Laidoner naît dans le hameau de Raba, près de Wieratz, dépendant du district de Fellin en Livonie (aujourd'hui Estonie), qui fait à l'époque partie de l'Empire russe. En 1901 il se porte volontaire pour servir dans l'armée et est affecté à un régiment d'infanterie stationné à Kowno en Lituanie. Il entre à l'académie militaire de Vilnius en 1902. En 1909 il suit les cours de l'Académie militaire Nicolas à Saint-Pétersbourg. Il continue à servir dans l'armée russe jusqu'à la dissolution de l'Empire russe en 1917. Il la quitte avec le rang lieutenant-colonel et sept décorations.

## Participation à la guerre d'indépendance de l'Estonie
Laidoner retourne en Estonie et prend le commandement de la première division d'Estonie qui vient d'être constituée pour défendre la nouvelle nation au cours de la guerre d'indépendance de l'Estonie. En 1918 il est nommé commandant en chef des forces armées estoniennes et est promu au rang de major général. Il fonde l'académie militaire d'Estonie en 1919. En 1920 il prend le grade de lieutenant général de la nouvelle armée. Après avoir démissionné de l'armée, Laidoner participe à plusieurs comités gouvernementaux dont le comité olympique d'Estonie. Il représente également l'Estonie à la Société des Nations où il s'inscrit dans les rangs des isolationnistes malgré les velléités expansionnistes de l'Allemagne et de l'Union soviétique. De retour dans l'armée il prend part à l'écrasement de la tentative de renversement du gouvernement estonien par les communistes estoniens du 1er décembre 1924, qui était pilotée par l'Union soviétique. En 1926 il contribue au règlement de la querelle frontalière qui oppose la Turquie et l'Irak. Durant la Grande Dépression de 1934, il appuie à son poste de commandant en chef de l'Armée estonienne le président estonien Konstantin Päts lorsque celui prend des mesures autoritaires destinées à empêcher le parti fascisant de la Ligue des Libérateurs de prendre le pouvoir et met en place un régime semi-autoritaire.

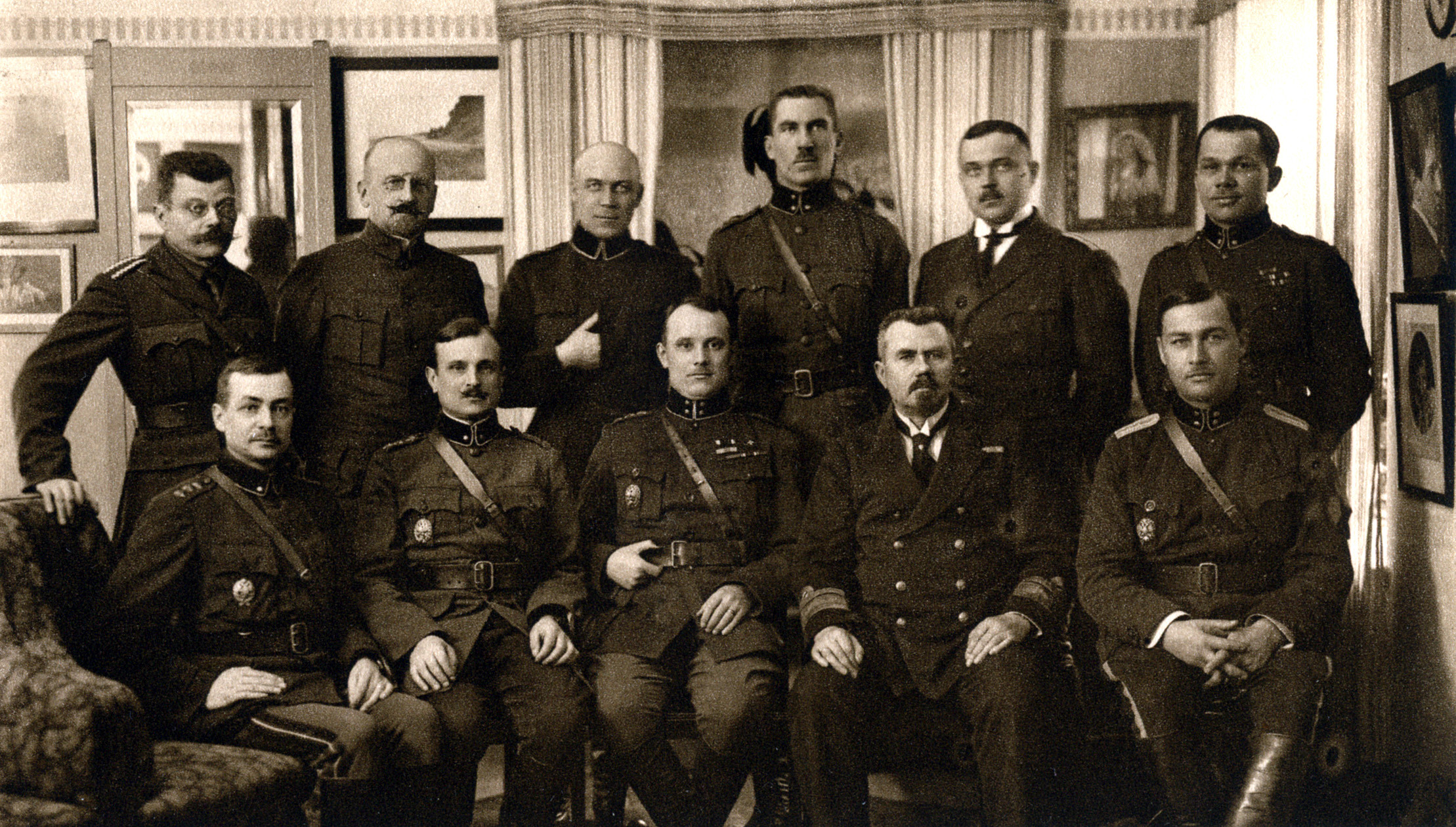
Haut commandement de l'armée estonienne avec Aleksander Tõnisson, Karl Parts, Ernst Põdder, Viktor Puskar, Johan Pitka, Arthur Lossmann et Jaan Soots en 1920.

## Carrière politique
En 1935 Laidoner et le président Päts élaborent une réforme constitutionnelle qui met en place un régime présidentiel autoritaire. Ils invoquent comme motif principal à ce changement la sécurité nationale. Plusieurs dirigeants de la Ligue des Libérateurs sont emprisonnés. Päts dirige par la suite le pays par décret tandis que les élections sont suspendues sans mention d'une date de reprise. Pratiquement tous les dirigeants de la Ligue des Vétérans sont condamnés à des peines de prison au cours de deux procès mais sont par la suite libérés.
Les réformes de Päts et Laidoner incluent également l'introduction de l'entrainement militaire dans les universités ainsi que la restriction de la liberté de parole et de la liberté de la presse. Les décisions prises permettent de stabiliser la situation. Les élections parlementaires ont à nouveau lieu en 1938. Laidoner devient un membre officieux du Conseil national.

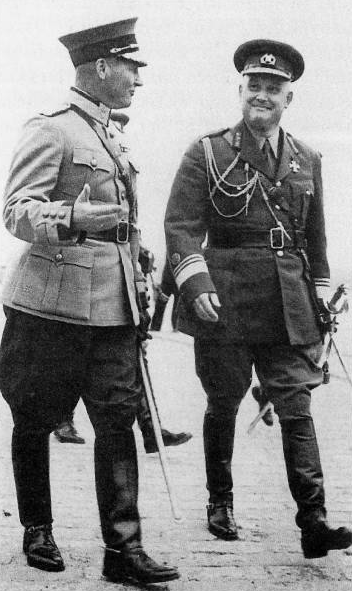
Johan Laidoner (à droite) et le commandant de l'armée finlandaise Hugo Österman à Tallinn en 1938.

En 1939 Laidoner propose un plan de modernisation de l'équipement de l'armée de l'Estonie pour faire face à l'escalade militaire des pays voisins et accroître les effectifs de l'armée. Lorsque l'Union soviétique envahit l'Estonie le 17 juin 1940, il est un des rares dirigeants politiques du pays à ne pas être exécuté par l'occupant. Il est déporté en Russie soviétique et meurt le 14 mars 1953, à la prison de Vladimir. Son corps est jeté dans une fosse commune du cimetière municipal de Vladimir ; plus tard un monument commémoratif lui y est érigé.